# Île d'Öja
Öja est une île située à Kokkola dans le Golfe de Botnie en Finlande.

## Géographie
L'île a une superficie de 90 km2. 
Sur l'île d'Öja, il y avait une municipalité, nommée aussi Öja, qui a fusionné avec Kaarlela en 1969. Kaarlela a fusionné avec Kokkola en 1997.
La route régionale 749 traverse Öja entre Kokkola et Pietarsaari.